# Alfonso Froilaz
Alfonso Fróilaz zwany Garbatym (el Jorobado; ur. ?, zm. prawdopodobnie w 932 lub później) – król Galicji i Leónu od 925 do 926 roku i formalnie król Asturii w latach 925–932, najprawdopodobniej syn poprzedniego władcy, Frueli II. Ze względu na krótkie panowanie nie jest wliczany do pocztu królów jako Alfons II (w Leonie) ani jako Alfons IV (w Galicji), często jest też mylony ze swym następcą, Alfonsem IV Mnichem.
Był prawdopodobnie jedynym synem z małżeństwa króla Galicji, Leónu i Asturii Frueli II z Nunilo Jimeną, jego pierwszą żoną, czasem wiązaną z dynastią Jimenez. Po śmierci swego ojca w sierpniu 925 roku przejął przynajmniej formalnie władzę w rządzonych przezeń królestwach Galicji, Leónu oraz Asturii (włączonej do Leónu w 924). Wsparcia udzielili mu synowie Frueli II z drugiego małżeństwa, Ordoño i Ramiro. Już na początku 926 roku jego kuzyni, synowie króla Leónu Ordoño II (po jego śmierci w 924 władzę uzurpatorsko przejął Fruela II): Alfons, Ramiro i Sancho sprzymierzyli się z Nawarrą, Portugalią oraz galicyjską szlachtą i odsunęli Alfonsa Froilaza od władzy nad wszystkimi terenami. Pokonany monarcha zbiegł do Asturii, a już 12 lutego 926 roku królem obwołano Alfonsa IV Mnicha. Następnie synowie Ordoño II podzielili się władzą: Alfons objął León (od 929 także Galicję), a Ramiro II – niewielkie tereny w pobliżu Coimbry. Władający w Galicji Sancho I Ordóñez panował do 929 i prowadził niezależną politykę. Crónica de Sampiro podaje, że zachował – przynajmniej formalnie – tytuł króla Asturii do 932 i że rządził łącznie przez 7 lat i 7 miesięcy, co potwierdzają wydane dokumenty, m.in. donacja z 20 marca 927 roku dla Liébana. Gdy w 931 roku Alfons IV został zmuszony przez Ramiro II do abdykacji, Alfonso Fróilaz usiłował wraz z braćmi przejąć po nim władzę. Jego plany udaremnił Ramiro II, który sam został władcą, a przeciwnika i jego braci (również Alfonsa IV, który próbował odzyskać władzę) zesłał do klasztoru i oślepił w 932. Wiadomość o wtrąceniu do klasztoru jest ostatnią informacją o Alfonsie Fróilazie. Prawdopodobnie nie pozostawił po sobie potomków.

## Pochówek
Król Leónu Alfons V nakazał przenieść szczątki Alfonsa Froilaza, jego braci i Alfonsa IV Mnicha z klasztoru Ruiforco do bazyliki św. Izydora w León, gdzie zostali pochowani w masowym grobie, razem z innymi władcami Leónu. Przy owym grobie Alfons V zlecił wybudować ołtarz ku czci świętego Marcina.